# Omega-ILO
Omega-ILO is een Belgisch historisch merk van motorfietsen.
- Volgens één bron (Receuil) werden door het Belgische merk EMVA voor de provincies Luik, Henegouwen en Luxemburg ook motorfietsen onder de naam Omega-Ilo gemaakt. In elk geval werden bij EMVA vanaf 1955 ILO-inbouwmotoren toegepast.

- Volgens een tweede bron (Egon Duchateau, Geert Huylebroeck, Nick Jonkheere, Rick van Eycken, Luc Freson, "A-Z der Belgische motoren") werden de motorfietsen van het - eveneens Belgische - merk Omega "Omega-ILO" genoemd. Van dit merk is zeker dat gedurende de hele productieperiode (1951 tot 1954) uitsluitend ILO-motoren werden gebruikt. Ook in advertenties van dit bedrijf wordt de naam "Omega-ILO" gebruikt.